# Sabaria rufipennis
Sabaria rufipennis là một loài bướm đêm trong họ Geometridae.